# Monomorium salomonis
Monomorium salomonis är en myrart som först beskrevs av Carl von Linné 1758.  Monomorium salomonis ingår i släktet Monomorium och familjen myror.

## Underarter
Arten delas in i följande underarter:
- M. s. bedui
- M. s. didonis
- M. s. molestum
- M. s. obscuriceps
- M. s. salomonis
- M. s. scipionis
- M. s. sommieri
- M. s. subnitidum
- M. s. targui
- M. s. transversale
- M. s. volubile
- M. s. zanoni